# Lispocephala nigrigeneris
Lispocephala nigrigeneris este o specie de muște din genul Lispocephala, familia Muscidae, descrisă de Xue și Zhang în anul 2006. Conform Catalogue of Life specia Lispocephala nigrigeneris nu are subspecii cunoscute.